# КФУМ (Осло)
«КФУМ-Камератене» (норв. KFUM-Kameratene Oslo) — норвезький клуб, який є спортивним відділенням місцевого філіалу міжнародної молодіжної організації YMCA в Осло. Клуб має відділи футболу, футзалу, волейболу та легкої атлетики. Футбольна команда з 2024 року грає в Елітесеріен, найвищому рівні системи футбольних ліг Норвегії, після переходу з Першого дивізіону Норвегії у 2023 році. Клуб був заснований 1 січня 1939 року. Його історична база знаходиться в центрі Осло, але в останні роки він проводить свої матчі на «КФУМ Арена» в Екеберслетті.

## Виступи футбольної команди
У 2008 році КФУМ виграв свою групу 3-го дивізіону, а також виграв плей-оф, та вийшов до другого дивізіону. Раніше клуб зазнав невдачі в такому плей-оф у 2004 році. У свій перший рік у другому дивізіоні команда фінішувала на 4 місці. У 2010 році, а потім і у 2013 році команда посіла друге місце. У 2015 році клуб нарешті перейшов до першого дивізіону як чемпіон групи 1. Команду тоді тренував колишній футболіст Столе Андерсен. У 2018 році КФУМ посів друге місце у групі 2 другого дивізіону, та вийшов у плей-оф за підвищення. У цих матчах КФУМ переміг клуб «Осане» із загальним рахунком 4–3 у плей-оф, і здобув право на підвищення до першого дивізіон.
У 2023 році КФУМ вперше в історії здобув підвищення в Елітесеріен на сезон 2024 року, перемігши клуб «Скейд» з мінімальною перемогою з рахунком 1-0, гол забив Ремі-Андре Свінланд на 67-й хвилині матчу.